# Nogent-le-Sec
Nogent-le-Sec is een gemeente in het Franse departement Eure (regio Normandië) en telt 340 inwoners (1999). De plaats maakt deel uit van het arrondissement Évreux.

## Geografie
De oppervlakte van Nogent-le-Sec bedraagt 10,1 km², de bevolkingsdichtheid is 33,7 inwoners per km².
De onderstaande kaart toont de ligging van Nogent-le-Sec met de belangrijkste infrastructuur en aangrenzende gemeenten.

## Demografie
Onderstaande figuur toont het verloop van het inwonertal (bron: INSEE-tellingen).